# デコボコ団
デコボコ団（デコボコだん）は、浅井企画所属のお笑いコンビ。2004年1月結成。コンビ名は2人の身長差に由来する。
事務所の人に言われ、東京・渋谷に会いに行ったことが2人の初顔合わせだった。
2014年12月31日に解散を発表。

## メンバー
- 阿見201（あみ にーまるいち、1979年7月22日（45歳） - ）

ボケ担当。立ち位置は左側。本名・旧芸名は阿見 靖士（あみ やすし）。
埼玉県出身。血液型はAB型。
身長201cm、体重120kg、足のサイズ31cm。
芸名は身長が201cmであることに由来する。趣味はレトロゲーム集めなど。

教員免許（高校一種 地理歴史）、三国志検定3級を持っている。
芸能人女子フットサル大会の『メルシートゥフェスタ』では、浅井企画のチームのASAI RED ROSEのスタッフ、物販などの手伝いでよく会場に姿を見せていた。

- 上原圭太（うえはら けいた、1981年6月12日（43歳） - ）

ツッコミ担当。立ち位置は右側。
神奈川県出身。血液型はO型。
身長158cm、体重56kg。　
特技は野球であり、甲子園球場での全国大会に出場経験がある。
解散後はタイタンに入社し、爆笑問題の田中裕二のマネージャーを務めている。

## 芸風
阿見の、身長が高いことをネタにしたものが多い。「海外など、遠い所まで見える」などと言ったつかみのネタがある。
阿見は、R-1ぐらんぷりで「でかくて済みません」をテーマにしたピンネタを披露したことがある。

## 出演

### テレビ
- ゲームレコードGP（MONDO21）
- 爆笑オンエアバトル（NHK総合テレビ）戦績0勝2敗 最高177KB
- ウケウリ!!（日本テレビ）
- 夜明けのマルシェ（日本テレビ）
- 爆笑問題の$賞金稼ぎ（テレビ東京 2005年7月5日）
- インパクト!（フジテレビ 2006年9月）
- Ya-Ya-yah（テレビ東京 2006年10月）
- 内村さまぁ〜ず（インターネット配信 2007年9月）
- くちこみ☆ジョニー（日本テレビ 2007年10月）
- ヤレデキ!世界大挑戦（TBSテレビ 2007年12月）
- アリケン（テレビ東京 2008年4月17日）
- いきなり!黄金伝説。SP（テレビ朝日 2010年12月23日）

### 映画
- スラッカーズ傷だらけの友情（2009年12月5日公開） - 福満健二役（阿見）、吉村米寿役（上原）